# Crypsithyris synolca
Crypsithyris synolca är en fjärilsart som beskrevs av Edward Meyrick 1917. Crypsithyris synolca ingår i släktet Crypsithyris och familjen äkta malar. Inga underarter finns listade i Catalogue of Life.